# Maria Bieńkowska
Maria Stanisława Bieńkowska z domu Gölis (ur. 18 listopada 1907 w Lisku, zm. 24 maja 1994 w Sanoku) – polska księgowa, działaczka kulturalna.

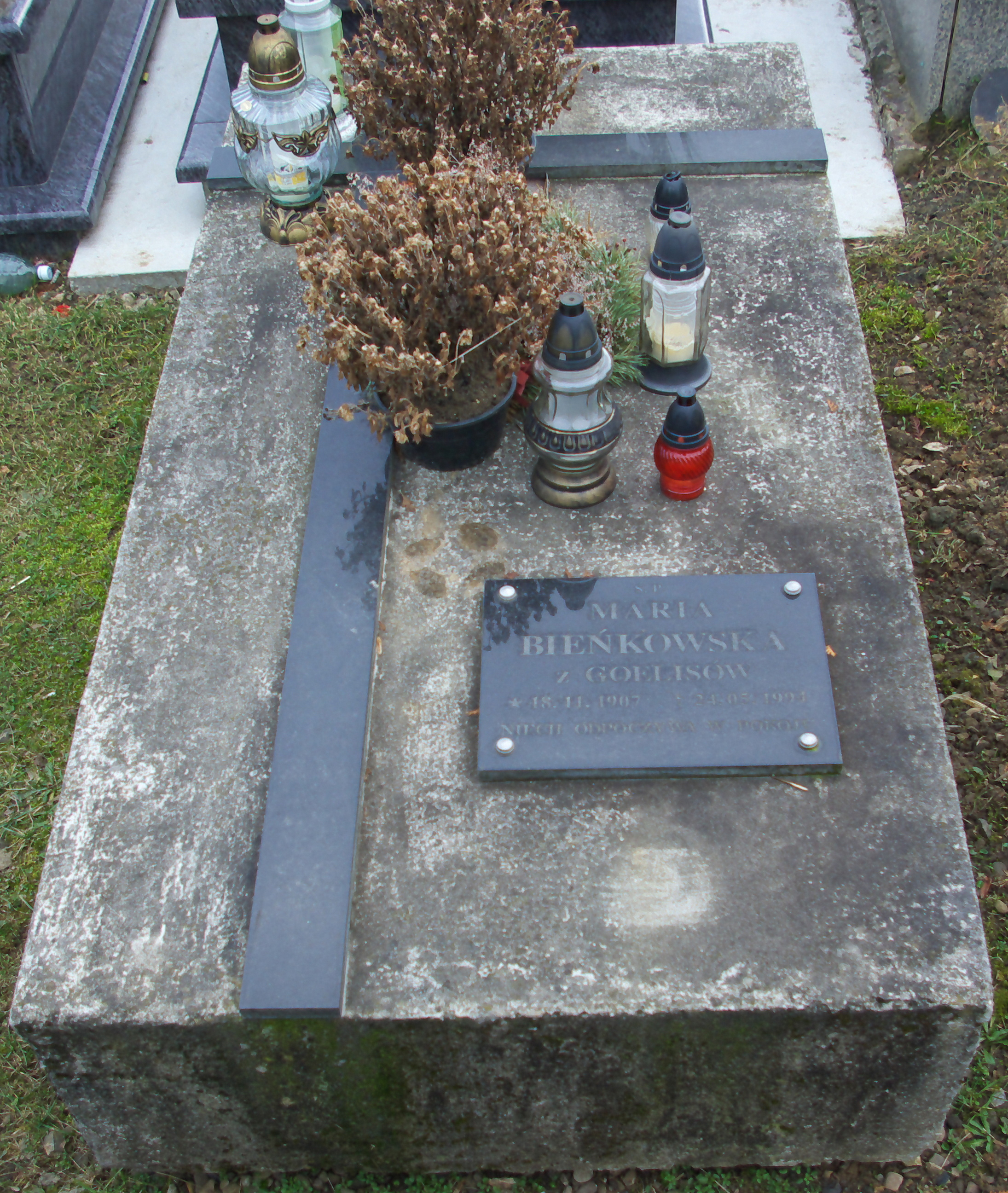
Grób Marii Bieńkowskiej

## Życiorys
Urodziła się 18 listopada 1907 w Lisku w rodzinie o korzeniach polsko–austriackich. Jej rodzicami byli Zygfryd (1873–1953) i Jadwiga z domu Leszczyńska (1878–1952, córka Franciszka Leszczyńskiego i Leopoldyny z domu Walter oraz siostra Franciszka). Miała braci Jerzego (inżynier), Stefana (1909–1959, pracownik kopalnictwa naftowego) i siostrę Annę (ur. 1915). W 1927 Maria Bieńkowska ukończyła dwuklasową Prywatną Szkołę Handlową w Sanoku w historycznie pierwszym roczniku. Wówczas zamieszkiwała w Sanoku przy ulicy Jana III Sobieskiego 297.
Przez niespełna 10 lat pracowała w Kasie Zaliczkowej w Sanoku jako buchalterka i korespondentka. Uchwałą Rady Miejskiej w Sanoku z 1931 została uznana przynależnym do gminy Sanok. W 1936 jej mężem został Andrzej Bieńkowski, pełniący stanowisko podprokuratora, wraz z którym zamieszkiwała następnie w Mławie i w Krakowie. Po wybuchu II wojny światowej i nastaniu okupacji niemieckiej mąż został aresztowany przez Niemców 24 listopada 1939 pod zarzutem działania na szkodę III Rzeszy, był przetrzymywany w Wiśniczu, a w 1940 został stracony. Maria Bieńkowska wraz z nowo narodzonym synem Pawłem powróciła do Sanoka. Pracowała w Fabryce Wyrobów Papierniczych i Państwowym Nadleśnictwie w Olchowcach. Po zakończeniu wojny w 1947 została zatrudniona w dziale finansów Fabryki Wagonów „Sanowag” w Sanoku. W zakładzie obejmowała funkcje w księgowości głównej, w tym została kierowniczką sekcji. Zaangażowała się w działalność kulturalną w ramach Zakładowego Domu Kultury w Sanoku w zakresie muzyki, tańca, teatru. Prowadziła zakładowy zespół pieśni i tańca „Autosan”, w którym odpowiadała za choreografię i do działalności którego wykorzystywała gromadzone od 1949 do 1955 wraz z Edwardem Dańczyszynem od mieszkańców podsanockich wsi pieśni ludowe i obrzędy weselne. Uzyskane zbiory stały się podstawą do stworzenia widowiska pt. Wesele sanockie. W Młodzieżowym Domu Kultury założyła Koło Żywego Słowa. W sanockiem MDK wystawiano przedstawienia na podstawie jej scenariuszy (utwory Wierna rzeka, Makbet, Sen nocy letniej, Popioły). Od 1956 do 1960 była nauczycielką przedmiotów ogólnokształcących w szkołach mechanicznych w Sanoku. Przygotowywała spektakle wraz z uczniami szkoły, współpracując z pianistką Janiną Szombara, żoną Władysława. Odeszła na emeryturę w styczniu 1968.
Zmarła 24 maja 1994. Została pochowana na Cmentarzu Centralnym w Sanoku.

## Odznaczenia i wyróżnienia
- Krzyż Kawalerski Orderu Odrodzenia Polski (Uchwałą Rady Państwa z 23 września 1987 za wybitne zasługi w pracy zawodowej i działalności społecznej)[9]